# جيمس بود
جيمس بود هو محامي وسياسي أمريكي، ولد في 18 مايو 1851 في جينسفيل في الولايات المتحدة، وتوفي في 30 يوليو 1908 في ستوكتون في الولايات المتحدة. نشط حزبياً في الحزب الديمقراطي. وقد انتخب حاكم كاليفورنيا (11 يناير 1895 – 4 يناير 1899) وانتخب عضو مجلس النواب الأمريكي.